# Sjulsåsen
Sjulsåsen este o arie protejată (arie specială de conservare — SAC, sit de importanță comunitară — SCI) din Suedia întinsă pe o suprafață de 1 ha, integral pe uscat.

## Localizare
Centrul sitului Sjulsåsen este situat la coordonatele 64°20′45″N 14°48′22″E / 64.3459°N 14.806°E.

## Înființare
Situl Sjulsåsen a fost declarat sit de importanță comunitară în mai 2000 pentru a proteja 1 specie de plante. Situl a fost protejat și ca arie specială de conservare în decembrie 2009.

## Biodiversitate
Situată în ecoregiunea boreală, aria protejată conține 2 habitate naturale: Pante stâncoase silicioase cu vegetație casmofită, Păduri fino-scandinave bogate în ierburi cu Picea abies.
La baza desemnării sitului se află o specie protejată de  plante: Cynodontium suecicum.